# Helius fuscofemoratus
Helius fuscofemoratus är en tvåvingeart som beskrevs av Alexander 1931. Helius fuscofemoratus ingår i släktet Helius och familjen småharkrankar. Inga underarter finns listade i Catalogue of Life.